# Knasen (serietidning)
Knasen är en svensk serietidning med Mort Walkers amerikanska serie Knasen som huvudserie. Den startades 1970 och gavs länge ut av Semic Press. Sedan 1996/1997 är Egmont utgivare. 23 nummer utkommer årligen (år 2012).

## Historik
Tidningen startades 1970 och gavs då ut av Semic Press. Första numret (1/1970) innehöll fyra avsnitt serietidningsversionen av "Knasen", strippar med Arken av Walker/Johnson. Rödöga av Gordon Bess och Sams serie av Walker, samt en tvårutors skämtserie signerad Crona. Dessutom syntes en sidas presentation av Mort Walker signerad Janne Lundström.
1996/1997 övertogs tidningen av Egmont i och med förlagets uppköp av Semic Press. Sedan 1990-talet har tidningen delvis samproducerats med sina skandinaviska motsvarigheter Billy (i Norge) och Basserne (i Danmark).

### Ansvarig redaktör
- Peter Ingemark (nr 1–6/1970)
- Mats Andersson (nr 7/1970–nr 4/1971)
- Lars Mortimer (nr 5/1971–nr 6/1978)
- Alf Thorsjö (nr 7/1978–nr 26/2006)
- Mikael Tegebjer (nr 1–5/2007)
- Katarina Malmgren och Björn Ihrstedt (nr 6/2007–nr 10/2008)
- Germund von Wowern (nr 11/2008–nr 17/2009)
- Göran Semb (nr 18/2009– )

## Innehåll
Förutom Knasen innehåller tidningen biserier som Hagbard, Zits, Rödöga, B.C. , Pickles och Betty. Dessa är oftast hämtade syndikerade serier, gjorda för amerikansk dagspress.

### Biserier
- Affe & Egon av Glenn McCoy (smakprov i Knasen nr 14/2015)
- Arken av Mort Walker och Frank Johnson
- B.C. av Johnny Hart
- Balders Bar av Bernt Lundh
- Benchley av Jerry Dumas och Mort Drucker
- Betty av Gerry Rasmussen
- Black Molly av Jan Karström
- Boropolis av Len Boro
- Caldwells konstifika värld av John Caldwell
- Catfish av Rog Bollen och Gary Peterman
- Den unge Spirou av Tome och Janry
- Drottning Drusilla av Pétur Bjarnason
- Ernie av Bud Grace
- Elsa av Eric Hercules och Gerben Valkema (smakprov i Knasen nr 21/2012)
- Familjen Flax av Mort Walker och Dik Browne
- Ferd'nand av Henrik Rehr (smakprov i Knasen nr 14/2015)
- Fru Fitz' pensionat av Mort Walker och Frank Roberge
- Fröbergs av Scott Stantis (2/1992 ― 14/2002)
- Game Over av Midam, Adam och Noblet (smakprov i Knasen nr 21/2012)
- Gustaf av Jim Davis
- Hagbard Handfaste av Dik Browne
- Hara Kiwi av Steven Lectrr
- Herman av Jim Unger
- Herman Hedning av Jonas Darnell
- Hemmavid av John McPherson
- Hjalmar av Nils Axle Kanten
- Holger Huk av Tore Edström
- Joe Bar Team av Christian Debarre och Stephan Deteindre
- Kalle och Hobbe av Bill Watterson
- Kaxen av David Gilbert
- Knegare av Jeff MacNelly
- Kvast-Hilda av Russell Myers
- Meg! av Greg Curfman
- Pickles av Brian Crane
- Rödöga av Gordon Bess, Mel Casson och Bill Yates
- Sam & Silo av Mort Walker och Jerry Dumas
- Simons katt av Simon Tofield (smakprov i Knasen nr 14/2015)
- Snabbmat av Marius Henriksen (smakprov i Knasen nr 21/2012)
- Tonys galenskaper av Tony Lopes
- Trollkarlen från Id av Johnny Hart och Brant Parker (till nr 26/2002)
- Träsket av Gary Clark
- Tundra av Chad Carpenter
- Vinny Vajsing av Ralph Smith
- Whyatt av Tim Whyatt
- Zits av Jerry Scott och Jim Borgman (från nr 1/2003)
- Öman av Lennart Elworth

### Extramaterial och bilagor

#### Affischer
Affischbilagor har publicerats många gånger under åren. Efter att redaktören Alf Thorsjö etablerat personlig kontakt med Mort Walker och dennes medarbetare, dök det då och då upp bilagor som specialtecknats av Walker för den svenska publiken. Detta inkluderar en affisch med en seriestripp där Knasen besöker Sturebadet och träffar på en rysk ubåt.
En klassisk bilaga var "Fröken Fröjd i bara mässingen", ett utvik med en naken Fröken Fröjd. Denna gjorde smärre skandal på en seriekongress i USA, men uppmärksammades knappt nämnvärt då den först dök upp som affischbilaga i svenska Knasen nr 15/1984.

#### Gula sidorna
"Gula sidorna" kallades en återkommande bilaga där man publicerade specialmaterial. Bland annat förekom där "oöversättliga strippar", det vill säga seriestrippar som innehöll engelska ordvitsar eller anspelade på specifikt amerikansk kultur och som därför ansågs omöjliga att översätta till svenska.

#### Fräckisarna som stannade på skisstadiet
Efter att Alf Thorsjö etablerat personlig kontakt med Mort Walker fick de svenska läsarna ta del av material som förblivit opublicerat i USA. En kategori av detta material var "fräckisskisserna", det vill säga skissade serieidéer som refuserats av Walker då de anspelade på sex, kiss och bajs eller andra oanständigheter som den amerikanska seriecensuren inte skulle ha släppt igenom. Under åren samlades dessa idéer i en särskild skrivborslåda, och Walker och hans medarbetare skissade med tiden fräckisar enbart för att roa varandra trots att de visste att idéerna inte skulla godtas.
Svenska läsare bedömdes dock vara mindre känsliga än amerikanska, så med start i början av 1980-talet började Walker förse svenska Knasen med sådant "hemligt" material. Under titeln "Fräckisarna som stannade på skisstadiet" publicerades dessa då och då i tidningen och ibland i särskilda bilagor. En Alfapocket med sådant material gavs ut 1994.

#### Faksimilutgåvor
Knasen har även publicerat ett antal faksimilutgåvor av gamla svenska serietidningar som bilagor. Där fanns första numret av Knasen, Lilla Fridolf nr 1/1960 (i Knasen 6/2004) och Karl-Alfred nr 1/1946 (i Knasen 1/2006).

#### De nya svenska serierna
De nya svenska serierna var en bilaga med serier av svenska serieskapare som med ojämna mellanrum medföljde tidningen åren 2003–2007.

#### Redaktionellt material
"Bakom serierutan" hette en återkommande sida i tidningen, initierad av Alf Thorsjö på 1970-talet. Här presenterades serieskapare, allmänna seriefakta, aktualiteter i serievärlden, och inte minst Janne Lundströms artikelserier "Det roligas teknik" (tidigare utgiven i bokform) och "Det roliga". "Bakom serierutan" återupplivades 2010 av nuvarande Knasen-redaktören Göran Semb.